# Samsung Galaxy A51
Das Samsung Galaxy A51 ist ein Mittelklasse-Smartphone der Samsung-Galaxy-Reihe, das von Samsung Electronics hergestellt wurde.

## Geschichte
Das Samsung Galaxy A51 wurde im November 2019 zusammen mit dem Samsung Galaxy A71 als Nachfolger des Samsung Galaxy A50 angekündigt und war ab Januar 2020 in Samsungs Online Store in den Farben Prism Crush Black, Prism Crush White und Prism Crush Blue für eine unverbindliche Preisempfehlung von 369 Euro erhältlich. Im Jahre 2021 erschien der Nachfolger Samsung Galaxy A52.

## Technische Daten

### Software
Das Samsung Galaxy A51 wird standardmäßig mit Googles Betriebssystem Android 10.0 ausgeliefert, hat im März 2021 Android 11 erhalten, 2022 Android 12 und im Dezember 2022 Android 13. Dies entspricht der Ankündung von Samsung, dass Handys ab 2019 drei große Updates gewährt werden.

### Hardware

#### Display
Das Samsung Galaxy A51 verfügt über ein 6,5 Zoll großes AMOLED-Display mit einer Auflösung von 1080 × 2400 Pixeln, dies entspricht einer Pixeldichte von 405 Pixel pro Zoll (ppi). Es füllt nahezu die gesamte Vorderseite des Geräts aus und beherbergt oben in der Mitte ein Loch für die Frontkamera. Die maximale manuell einstellbare Helligkeit beträgt 353 Nits, wobei es unter direkter Sonneneinstrahlung in einen Modus mit 565 Nits wechselt.

#### Speicher
Das Samsung Galaxy A51 ist in Deutschland ausschließlich mit 4 GB Arbeitsspeicher vom Typ LPDDR4X verfügbar, wobei international auch Varianten mit 6 GB erhältlich sind. Es hat 128 GB internen Flash-Speicher, der mit einer microSD-Karte um bis zu 512 GB erhöht werden kann.

#### Prozessor
Das Samsung Galaxy A51 hat einen 64-Bit-System-on-a-Chip (SoC) verbaut, der über vier Kerne mit einer Taktrate von 2,3 GHz und vier Kerne mit 1,7 GHz verfügt. Als Grafikprozessor (GPU) kommt der Mali-G72 MP3 zum Einsatz.

#### Kamera
Das Samsung Galaxy A51 hat vier Rückseiten- (48,0 MP, 2160p, LED, f/2,0, AF; 12,0 MP, f/2,2, AF; 5,0 MP, f/2,4, AF; 5,0 MP, f/2,2, AF) sowie eine Frontkamera (32,0 MP, f/2,2).

## Rezeption
Computer Bild lobte das Samsung Galaxy A51 für sein großes, scharfes und kontrastreiches Display, den großen internen Speicher, die Ausstattung, den Preis und die vielen Kamera-Funktionen. Kritisiert wurde jedoch die langsame Arbeitsgeschwindigkeit sowie die Kameraqualität bei schlechten Lichtverhältnissen.
Chip Online beschrieb das Handy in ihrem Test als „gutes Gesamtpaket, das [...] vor allem mit seinem hellen und farbkräftigen Display [überzeugt]“. Jedoch wurde die Kameraqualität unter Lowlight als „miserabel“ und der Fingerabdrucksensor als „langsam und unzuverlässig“ bezeichnet. Daneben wurde die lange Akkulaufzeit gelobt und die schwache Leistung kritisiert.
Das Online-Fachmagazin Inside Digital lobte das Galaxy A51 in seinem Testbericht insbesondere für sein großes AMOLED-Display, den Fingerabdrucksensor im Display sowie die Kameraqualität und kritisierte u. a. die Lautsprecherqualität und dass das Handy viel Bloatware enthalte.